# Орлова, Елизавета Порфирьевна
Елизавета Порфирьевна Орлова (1899, Бежецк — 1976) — этнограф-ительменовед, исследователь культуры народов Сибири и Дальнего Востока (ительменов, коряков, эвенов, алеутов и др.), участник создания алфавитов.
Родилась в семье священника. 1918—1921 работала сельской учительницей. По направлению поступила в Петроградский географический институт на этнографический факультет. В 1925 отправляется на Камчатку. Участвует в переписи населения 1926 года. В 1928 возвращается в Ленинград и становится сотрудником отдела Сибири российского этнографического музея. в 1930 назначена начальником Отдела нового алфавита в Дальневосточном техникуме народов Севера в Хабаровске, на этой должности занималась работой по организации школ, подготовке первых учебных пособий, созданию письменности для малочисленных народов Дальневосточного региона. По её инициативе были организованы языковедческие бригады из студентов и педагогов техникума, лингвистические группы алеутского, ительменского, корякского, нанайского эскимосского языков, которые трудились над созданием национальных алфавитов, букварей и словарей. В 1937 году возвращается в Ленинград, работает преподавателем в школе. В 1947 защищает кандидатскую диссертацию по теме «Камчадалы-ительмены». 1948—1949 работает в Арктическом институте, затем в ГМЭН СССР. 1956, 1957 — экспедиции на Амур и Сахалин. 1958 — экспедиция на Камчатку. В 1961 году по приглашению Окладникова Алексея Павловича становится сотрудником Института экономики и организации производства Сибирского отделения Академии наук СССР.